# Bibliothèque palatine
 (février 2021).
Ne pas confondre avec la bibliothèque palatine de Parme.

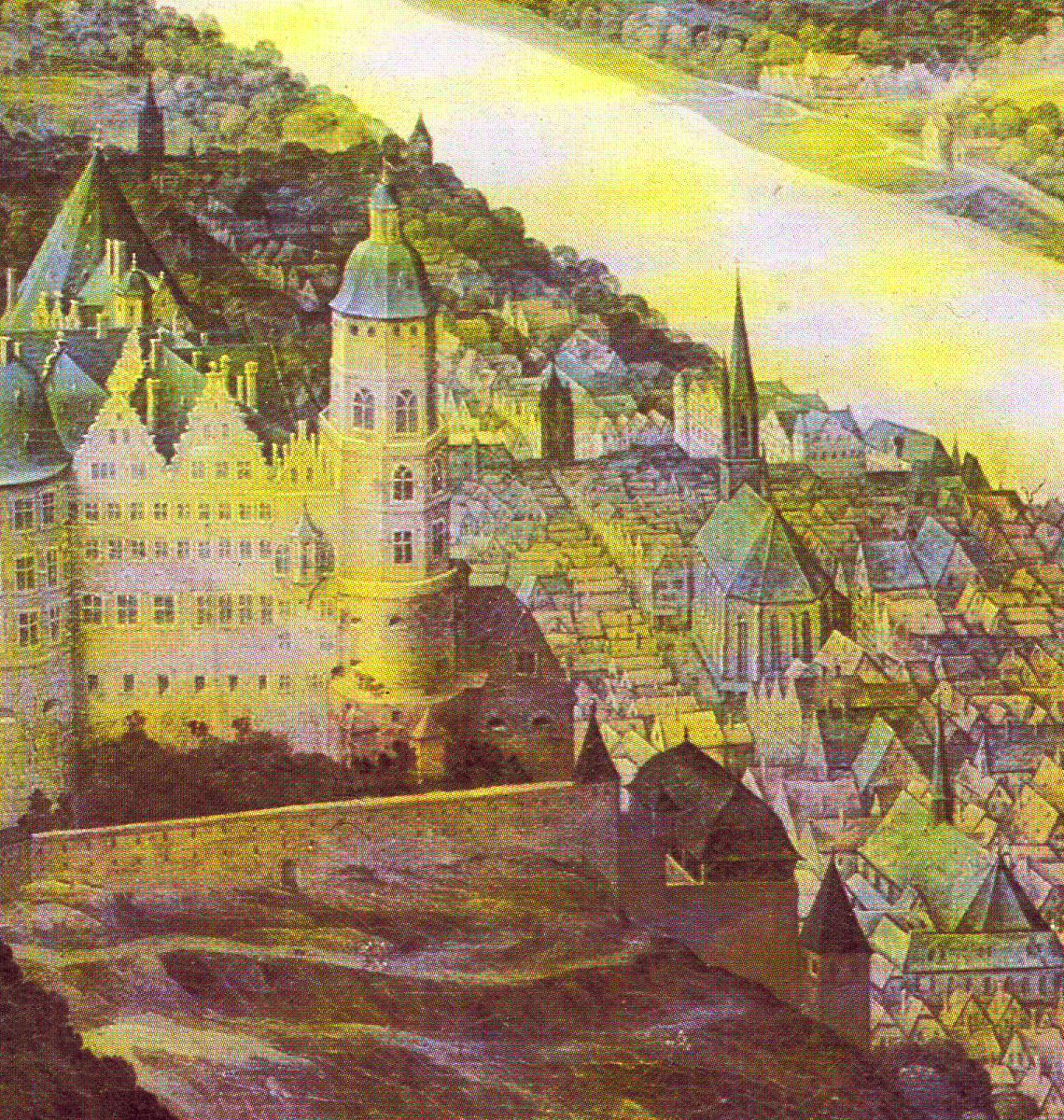
Vue du château et de l’église du Saint-Esprit à Heidelberg par Jacques Fouquières (vers 1618)

La Bibliothèque palatine à Heidelberg était une des plus importantes bibliothèques de la Renaissance en Allemagne. En 1622, à la suite de la conquête de la ville par Tilly et la ligue catholique, ses ouvrages ont été pour la plupart transférés à la Bibliothèque apostolique vaticane de Rome, où ils forment depuis une collection spéciale.

## Historique
Le noyau de la Bibliothèque palatine est formée par les livres de l’église du Saint-Esprit de Heidelberg dont la bibliothèque fut fondée par le prince-électeur Louis III du Palatinat (1410-1436). La bibliothèque palatine elle-même fut créée lorsqu’Othon-Henri (1556-1559) imposa la réforme protestante dans le palatinat et réunit les livres de l’université, du château et de l’église du Saint-Esprit ainsi que  ceux de l’abbaye de Lorsch dans le même ensemble. Elle abritait notamment l’évangéliaire de Lorsch, écrit vers 810 à la cour de Charlemagne, le Codex Manesse, un recueil de chansons d’amour composé au début du XIVe siècle, De arte venandi cum avibus, un traité de fauconnerie du XIIIe siècle et la bible d’Othon-Henri, écrite vers 1425/1430. Par cette action et la transformation de l’université en une haute école évangélique, Otton-Henri créa un centre protestant d’enseignement. Suivant l’exemple de l’université de Wittemberg avec sa bibliothèque dans le château, il met à disposition une large bibliothèque mais en facilite aussi l’accès aux étudiants et aux enseignants en la plaçant à l’intérieur de l’église du Saint-Esprit. À la mort d’Ulrich Fugger (1526-1584), 86 manuscrits viennent agrandir le catalogue de la bibliothèque dont un long poème d’Otfried de Wissembourg du IXe siècle, la première œuvre littéraire en langue allemande, et le miroir des Saxons, un des plus anciens codes de lois allemands.
Ce lieu était considéré comme un centre de l’hérésie par les catholiques, en particulier à cause de la grande collection de littérature théologique protestante. En août 1622, lorsque les troupes de Tilly et de la ligue catholique conquièrent le Palatinat au début de la guerre de Trente Ans, la bibliothèque est dissoute. Le duc de Bavière Maximilien Ier aurait voulu l’emmener à Munich mais le pape Grégoire XV s’y oppose. À partir de décembre 1622, l’envoyé du pape et futur bibliothécaire du Vatican Leone Allacci (1586-1669) organise le transport des livres ainsi que de quelques exemplaires trouvés dans des bibliothèques privées. Ils passeront les Alpes sur le dos de 200 mules. En août 1623, la bibliothèque apostolique vaticane reçoit 184 caisses contenant 3 500 manuscrits et 12 000 imprimés, la plupart sans reliure pour minimiser le poids lors du transport. Allaci conserva 12 autres caisses pour lui. Comme Othon-Henri avait déjà fait renouveler la reliure de beaucoup de livres, il existe actuellement très peu de livres avec une couverture antérieure à 1550 venant de la Bibliothèque palatine. De cette collection, seuls la bible d’Othon-Henri et un missel prirent le chemin de Munich. Le Codex Manesse resta tout d’abord en possession du roi d’un hiver, Frédéric V du Palatinat. Quelques centaines d’exemplaires restèrent en Allemagne, probablement des doubles. C’est ainsi qu’en 1998, on retrouva 67 livres de la bibliothèque palatine à la bibliothèque de Cologne.
À la suite d’un accord au Congrès de Vienne, les manuscrits en langue allemande ont été rendus en 1816 à l’Université de Heidelberg tout comme les 37 manuscrits cédés à la République française et déposés à la Bibliothèque nationale par le traité de Tolentino en 1797. Connue actuellement sous le nom de Codices Palatini Germanici (cpg), cette collection a été numérisée et est accessible en ligne. Le reste se trouve encore à Rome (un manuscrit de cette collection est désigné par l'expression Vaticanus Palatinus...).

## Fonds de la bibliothèque
La bibliothèque palatine contenait un nombre important de manuscrits du Moyen Âge ainsi que des incunables.

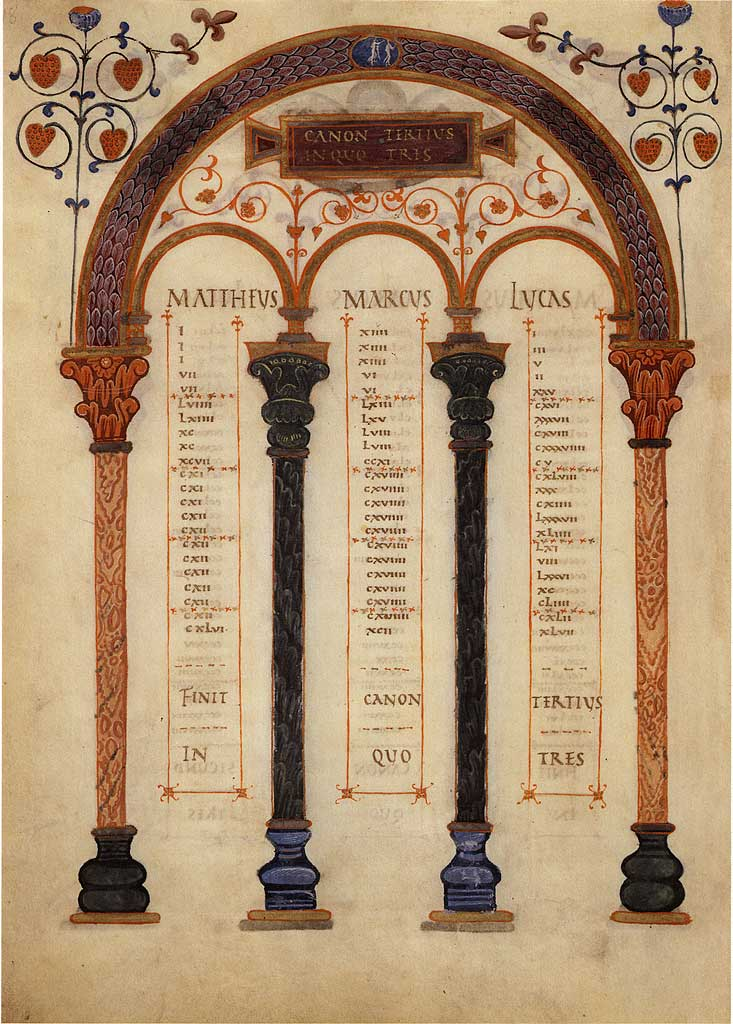
Évangéliaire de Lorsch (vers 810)
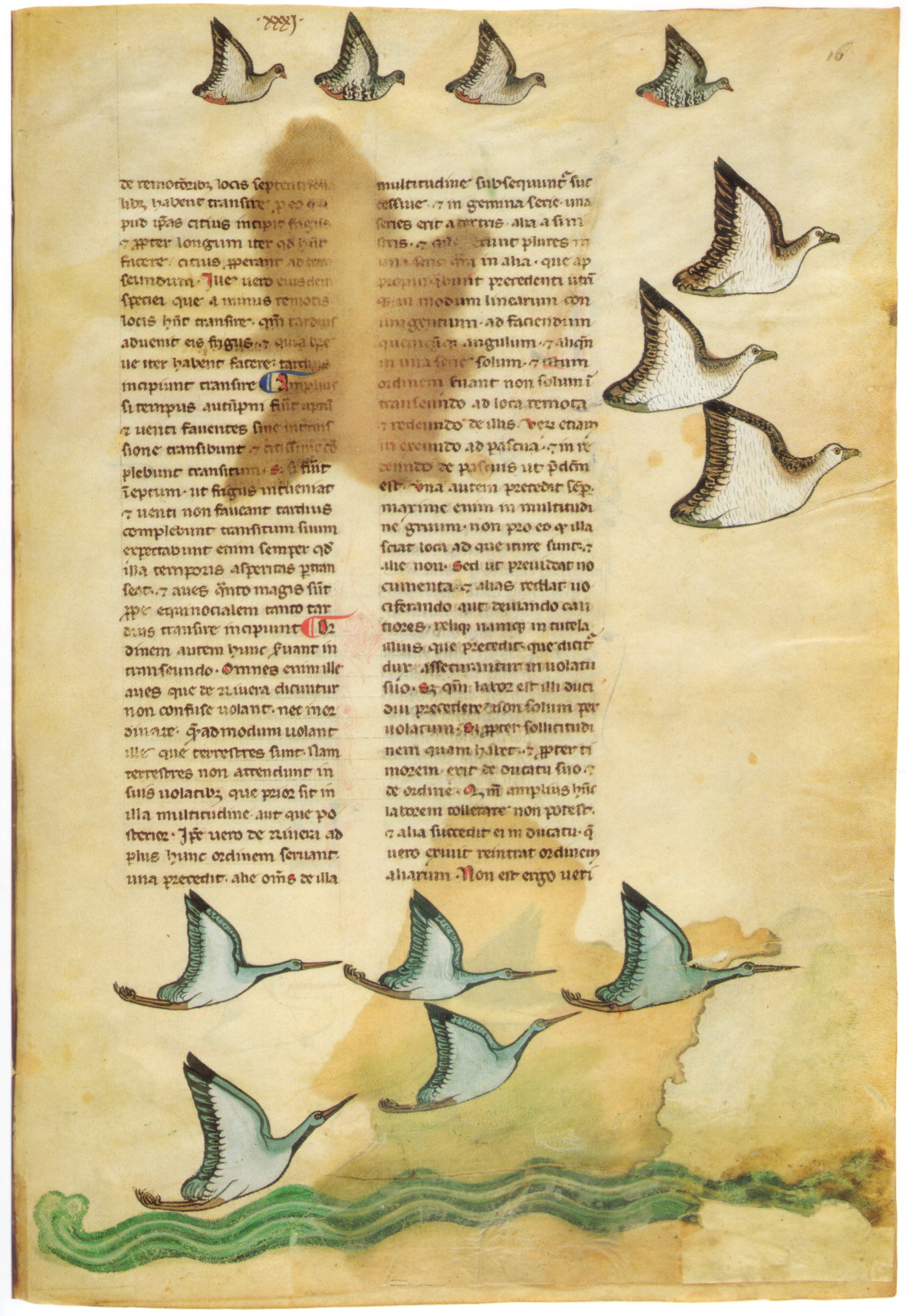
De arte venandi cum avibus (vers 1241-1248)
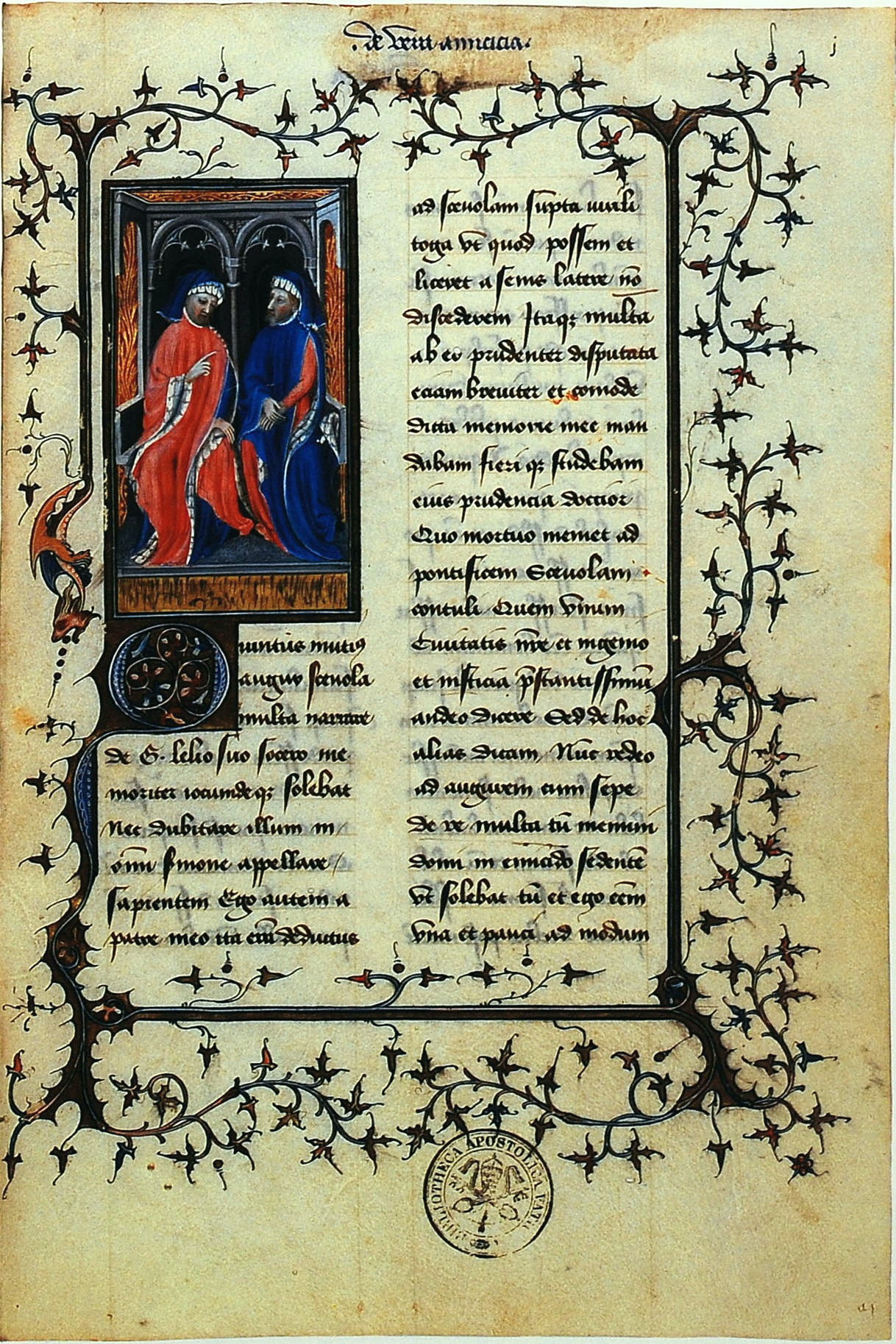
De amicitia par Cicéron (début du XVe siècle)
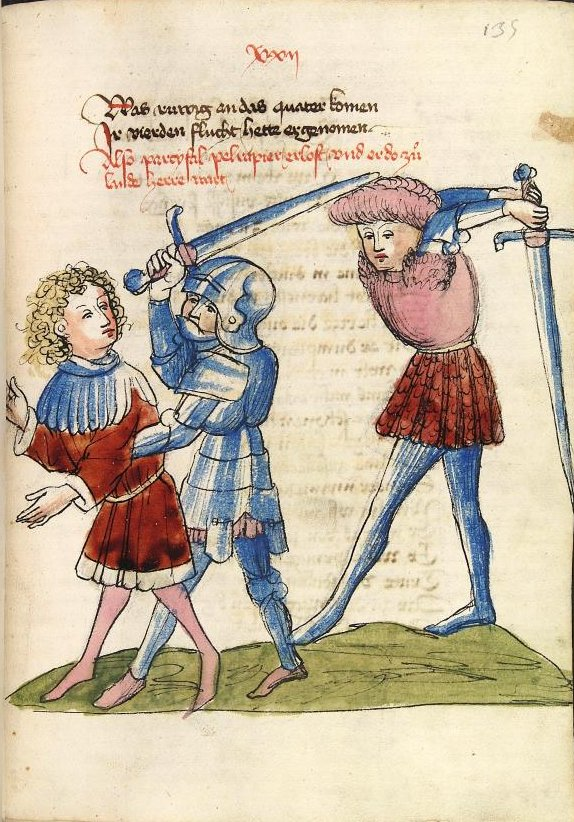
Parzival par Wolfram von Eschenbach et Diebold Lauber (1443-1446)